# Janine Lindemulder
Janine Marie Lindemulder (La Mirada, 14 de novembro de 1968) é uma atriz pornô americana.

## Biografia
Começou a fazer filmes pornográficos no ano de 1992 e, até o ano de 2005, havia realizado por volta de 70 filmes (excluindo coletâneas e participações sem sexo). Foi casada duas vezes e tem dois filhos.
Ganhou destaque fora do mundo da pornografia quando foi escolhida como capa do 3º álbum de estúdio (oficial) da banda estadunidense Blink-182, o Enema of the State que foi lançado em 1999 e ficou reconhecido pela capa com Janine.
Além da capa, participou num dos clipes do álbum, no "What's my age again?", onde os integrantes da banda correm nus pela rua e a encontram vestida de enfermeira.

## Filmografia Parcial
- 2010 Final Destination 5
- 2008 Janine’s Been Blackmaled
- 2007 Mrs. Behavin'
- 2005 Pirates

## Prêmios

### AVN (Adult Video News)
- 1994 - Melhor Cena de Lesbianismo - Filme (Hidden Obsessions) (ao lado de Julia Ann)
- 1997 - Melhor Performance Provocativa (Extreme Close-Up)
- 2000 - Melhor Cena de Lesbianismo - Filme (Seven Deadly Sins) (ao lado de Julia Ann)
- 2000 - Melhor Atriz Coadjuvante - Filme (Seven Deadly Sins)
- 2003 - Melhor DVD Interativo (Virtual Sex with Janine)
- 2006 - Melhor Cena de Lesbianismo - Video (Pirates) (ao lado de Jesse Jane)
- 2006 - Melhor Atriz - Video (Pirates)
- Hall da Fama

### XRCO (X-Rated Critics Organization)
- 2005 - Melhor Atriz - Pirates (realização em abril de 2006)
- 1993 - Melhor Cena de Lesbianismo (Hidden Obsessions) (ao lado de Julia Ann)